# Emma Lira
Emma Isabel Lira (Madri, 1971) é uma jornalista, escritora e viajante espanhola.

## Trajectória
É licenciada em Jornalismo pela Universidade Complutense de Madrid. Começou trabalhando em Diário16 e exerceu como redactora chefe em diferentes publicações. Apaixonada por arqueologia, e grande conhecedora da cultura árabe, a história das religiões e, em especial, o Islão. Tem viajado pelo Magreb, Oriente Médio e por África Subsaariana em carro. 
Em 2013 foi finalista do XVI Prémio Fernando Lara com sua novela Depois da Água Grande, e deu o salto publicando duas novelas: Procura-me onde nascem os Dragos, (Plaza e Janés, 2013) e O que escondem as ondas, (Plaza e Janés, 2015).
Na actualidade, redige guias de viagem para Lonely Planet, colabora com a National Geographic, é membro da Sociedade Geográfica Espanhola e exerce como guia em destinos africanos como Etiópia, Marrocos ou Madagascar.

## Obras
- Procura-me onde nascem os dragos, (Plaza e Janés, 2013).[7]
- O que escondem as ondas (Plaza e Janés, 2015).[8]
- Espejismo. Viagem ao oriente desaparecido (Em elaboração).[9]

## Prémios e reconhecimentos
- 2011 Finalista do XVI Prémio Fernando Lara com sua primeira novela Depois da Água Grande.